# Czaj Wdwojom
Czaj Wdwojom (ros. Чай вдвоём) – rosyjski duet muzyczny wykonujący muzykę pop działający w latach 1994–2012. W skład zespołu wchodzili Dienis Klawier i Stanisław Kostiuszkin.

## Historia zespołu
Dienis Klawier i Stanisław Kostiuszkin poznali się w teatrze dziecięcym „Zazerkalie”. Niedługo potem nawiązali współpracę muzyczną, a w 1994 zaczęli występować jako duet. Swój pierwszy wspólny koncert zagrali 20 grudnia 1994 w Leningradzkim Pałacu Młodzieży, uświetniając przyjęcie z okazji rozpoczęcia działalności lokalnego oddziału radia Europa Plus. W ciągu kolejnych miesięcy wzięli udział w wielu konkursach muzycznych, a na potrzebę jednego z nich, organizowanego w 1995, nadali sobie oficjalną nazwę – Czaj Wdwojom.
W 1996 wzięli udział na festiwalu Piesnia goda z utworem „Czeriomucha”. Piosenka znalazła się na ich debiutanckim albumie studyjnym, zatytułowanym Ja nie zabudu... z 1997. W 1998 roku wydali drugą płytę, zatytułowaną Poputczica. W kolejnych latach ukazały się ich następujące albumy: Radi tiebia (1999), Nierodnaja (2000), Laskowaja moja... (2002), 10 tysiach slow o lubwi (2005), Wieczernieje czajepitije (2005), Utrennieje czajepitije (2005), Prosti... (2006).
W 2012 wydali swój ostatni wspólny album, zatytułowany Biełoje płatje. Niedługo po wydaniu albumu zakończyli współpracę, by rozwijać się solowo.

## Dyskografia

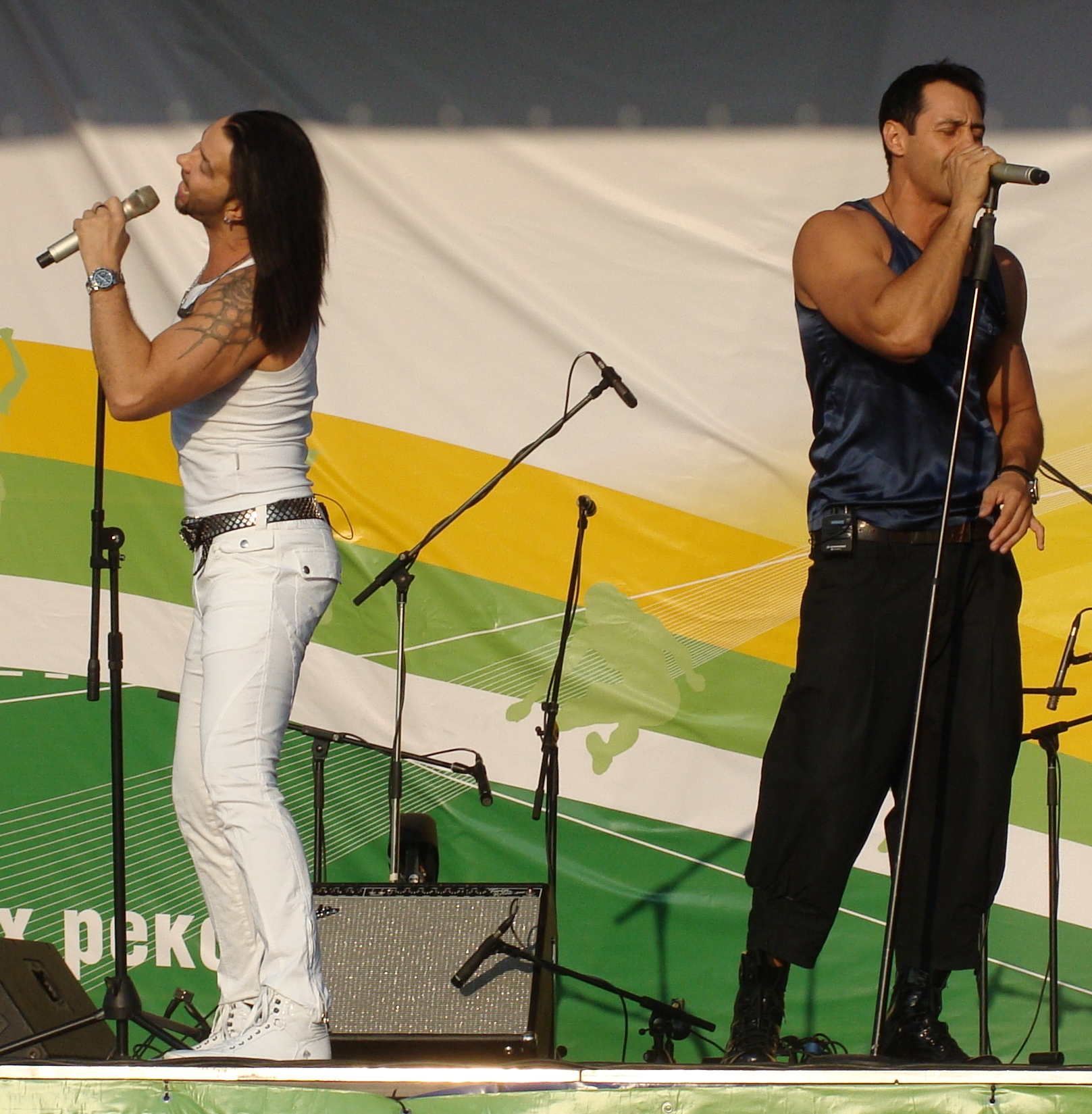
Czaj Wdwojom na koncercie w Koriażmie, 3 lipca 2010

### Albumy studyjne
- Radi tiebia (1999)
- Nierodnaja (2000)
- Laskowaja moja... (2002)
- 10 tysiach slow o lubwi (2005)
- Wieczernieje czajepitije (2005)
- Utrennieje czajepitije (2005)
- Prosti... (2006)
- Biełoje płatje (2012)

### Albumy kompilacyjne
- MP3 (2004)
- Grand Collection (2008)

## Nagrody i wyróżnienia
- 1994 – trzecie miejsce w Konkursie Kompozytorów im. Wiktora Reznikowa
- 1995 – pierwsze miejsce w Konkursie Młodych Artystów „Jałta-Moskwa Tranzit”
- 1995 – pierwsze miejsce w Konkursie Rosyjskich Artystów „Bolszoje jabłoko Nowego Jorku”
- 2001 – wygrana na festiwalu Piesnia goda za utwór „Łaskowaja moja”
- 2001 – Złoty Gramofon za utwór „Łaskowaja moja”
- 2002 – Złoty Gramofon za utwór „Cztoby ty była moja”
- 2002 – wygrana na festiwalu Piesnia goda za utwór „Synok”
- 2003 – Złoty Gramofon za utwór „Żelannaja”
- 2004 – wygrana na festiwalu Bomba roku
- 2005 – Złoty Gramofon za utwór „Dien rożdenija”
- 2006 – Złoty Gramofon za utwór „24 czasa”
- 2010  – Złoty Gramofon za utwór „Biełoje płatje”